# 伊玛·苏玛克
伊玛·苏玛克（Yma Sumac，/ˈiːmə ˈsuːmæk/；1923年9月10日—2008年11月1日）是一位秘鲁花腔女高音歌唱家。在20世纪50年代，她是exotica音乐最著名的代表人物之一。
苏玛克凭借其惊人的音域在国际上获得了成功。根据一些报道，她的音域有六个半的八度，但是其他的报道（和录音）记录了她歌唱生涯的顶峰时期有四个半音阶。（一个典型的训练有素的歌手有大约三个八度的范围。）
在“Chuncho”的现场录音中，她演唱了从B2到G♯7的超过四个半音阶。她能在低男中音部唱出音符，也能唱出普通女高音以上的音符和哨音部的音符。歌曲“Chuncho（The Forest Creatures）”（1953）中可以听到低音和高音。她显然能够以非凡的“双重声音”唱歌。
1954年，古典作曲家维吉尔·汤姆森将苏玛克的声音描述为“非常低沉，温暖，非常高，像鸟一样”，并指出她的音域“非常接近五个八度，但在声音上绝不是非人的或古怪的。”2012年，录音恢复专家John H. Haley将苏玛克的语调与歌剧演员Isabella Colbran，Maria Malibran和Pauline Viardot进行了比较。他把苏玛克的声音描述为没有“真正花腔女高音的刺耳的响亮音色”，而是“一种诱人的甜美的黑暗...... 在我们这个时代几乎是独一无二的。”